# Об'ємна голограма
Об'ємна голограма — це голограма, в якій товщина матеріалу для запису набагато більша за довжину хвилі світла, використовувану для запису. В цьому випадку дифракція світла від голограми можлива лише як дифракція Брегга, тобто світло повинне мати правильну довжину хвилі (колір), а хвиля повинна мати правильну форму (напрямок променя, профіль хвильового фронту). Об'ємні голограми також називають товстими голограмами або голограмами Брегга.

## Теорія
Об'ємні голограми вперше розглянув 1969 року Г. Когельник у зв'язку з так званою «теорією зв'язаних хвиль». В об'ємних фазових голограмах у сигнальну хвилю може дифрагувати 100 % вхідного опорного світла, тобто можна досягти повної дифракції світла. Голограми об'ємного поглинання демонструють набагато меншу ефективність. Г. Когельник пропонує аналітичні розв'язки для умов передання та відбиття. Хороший підручниковий опис теорії об'ємних голограм можна знайти в книзі Дж. Ґудмена.

## Виготовлення
Об'ємні голограми зазвичай виготовляють експонуючи на фототерморефрактивне скло інтерференційну картину від ультрафіолетового лазера[джерело?]. Також об'ємну голограму можна отримати в несвітлочутливому склі, експонуючи його фемтосекундними лазерними імпульсами.

## Бреггівська вибірковість
У випадку простого бреггівського відбивача вибірковість за довжиною хвилі {\displaystyle \Delta \lambda } можна оцінити за {\displaystyle \Delta \lambda /\lambda \approx \Lambda /L}, де {\displaystyle \lambda } — довжина хвилі у вакуумі читального світла, {\displaystyle \Lambda } — період ґратки, {\displaystyle L} — товщина ґратки. Припущення полягає лише в тому, що ґратка не надто міцна, тобто для дифракції світла використовується вся довжина ґратки. Враховуючи, що через умову Брегга діє просте співвідношення {\displaystyle \Lambda =\lambda /(2\Delta n)}, де {\displaystyle \Delta n} — модульований показник заломлення матеріалу (не основний показник) на цій довжині хвилі, можна побачити, що для типових значень ({\displaystyle \lambda =500{\text{ nm}},\ L=1{\text{ mm}},\ \Delta n=0.01}) маємо {\displaystyle \Delta \lambda \approx 12.5{\text{ nm}}}, демонструючи надзвичайну вибірковість за довжиною хвилі таких об'ємних голограм.
У випадку простої ґратки в геометрії передавання також можна оцінити кутову вибірковість {\displaystyle \Delta \Theta }: {\displaystyle \Delta \Theta \approx \Lambda /d}, де {\displaystyle d} — товщина голографічної ґратки. Тут {\displaystyle \Lambda =(\lambda /2\sin \Theta }).
Знову використовуючи типові значення ({\displaystyle \lambda =500{\text{ nm}},\ d=1{\text{ cm}},\ \Theta =45^{\circ }}), маємо {\displaystyle \Delta \Theta \approx 4\times 10^{-5}{\text{ rad}}\approx 0.002^{\circ }}, що показує вражаючу кутову вибірковість об'ємних голограм.

## Застосування об'ємних голограм
Бреггівська вибірковість робить об'ємні голограми дуже важливими. Яскравими прикладами є:
- Лазери з розподіленим зворотним зв'язком (DFB-лазери), а також лазери з розподіленим бреггівським відбивачем (DBR-лазери), де вибірковість за довжиною хвилі об'ємних голограм використовують для звуження спектру випромінювання напівпровідникових лазерів.
- Пристрої голографічної пам'яті для зберігання голографічних даних, де бреггівську вибірковість використовують для мультиплексування кількох голограм у одній частині голографічного записувального матеріалу з використанням фактично третього виміру матеріалу зберігання.
- Волоконні бреггівські ґратки[en], які використовують об'ємні голографічні ґратки, закодовані в оптичному волокні. Фільтри довжини хвилі використовуються як зовнішній зворотний зв'язок, зокрема, в напівпровідникових лазерах[4]. Хоча ідея подібна до лазерів DBR, ці фільтри не вбудовані в кристал. Також завдяки таким фільтрам потужні лазерні діоди стають вузькосмуговими і менш чутливими до температури.
- Спектроскопії зображення[en] можна досягти, вибравши одну довжину хвилі для кожного пікселя в повному полі камери[5]. Об'ємні голограми використовуються як регульовані оптичні фільтри для отримання монохроматичних зображень, також відомих як гіперспектральні зображення.
- Низькочастотна (ТГц[en]) раманівська спектроскопія[6].